# Тімія австрійська
Тімія австрійська (Timmia austriaca) — вид мохів порядку тіміальних (Timmiales).

## Поширення
Батьківщиною є Європа, Північна Америка, Азія.
Населяє різні середовища існування, включаючи сухі відкриті хребти, вологі узбережжя річок або лісисті долини; від низьких до високих (0–3000 м).

## Характеристика
Часто дуже міцні рослини можуть виростати до 20 сантиметрів у висоту і утворювати пухкі або помірно щільні жовтувато-зелені газони з червонувато-коричневою внутрішньою стороною. Листки ланцетні, від тупих до загострених. Вони мають більш широку червонувато-коричневу піхву біля основи. Краї листя грубо зазубрені у верхній половині. Верхівка листка гостра (але з кінцевими 4–5 клітинами часто зрізана); клітини листкової пластинки кінцівки 8–14(16) × 8–12(13) мкм. Вид дводомний. Коробочкова ніжка має довжину до 6 см. Коробочка подовжена яйцеподібна; кришка зігнута і має дрібні загострення. Спори розміром 16–18 мікрометрів. Час дозрівання спор припадає на літо.